# Ian Knight
Ian Knight (Shoreham-by-Sea, 1956) è uno storico britannico.

## Biografia
Studia storia afro-caraibica presso l'Università del Kent nel Regno Unito, poi si specializza nella storia militare dell'Africa australe e in particolare nella storia della nazione zulu e della guerra anglo-zulu del 1879. Pubblicò numerosi libri sull'argomento (circa una trentina) e partecipò nel 2000 alla direzione dei primi scavi archeologici del campo di battaglia di Isandhlwana. Presta il suo concorso in qualità di consulente alle reti televisive britanniche e americane per la realizzazione di documentari sulla guerra anglo-zulu, e a l'occasione offra la sua esperienza per la vendita di oggetti di quell'epoca o per eventi commemorativi.

## Opere (non esaustivo)
- (EN)  Great Zulu battles, 1838-1906, Castle Books, 1988, ISBN 0-785-81569-4
- (EN)  Queen Victoria's Enemies (2): Northern Africa, Bloomsbury USA, 1989
- (EN)  Zulu 1816–1906, Bloomsbury USA, 1995
- (EN)  The Anatomy of the Zulu Army, from Shaka to Cetshwayo 1818-1879, Greenhill Books, Londres, 1999, ISBN 1-85367-363-3
- (EN)  avec Ian Castle, Zulu War, 1879, Osprey campaign, 2001, ISBN 1-855-32165-3
- (EN)  With his face to the foe : the life and death of Louis Napoléon, the prince imperial, Zululand, 1879, Staplehurst (GB), 2001
- (EN)  Isandlwana 1879, Osprey campaign, 2002, ISBN 978-1-841-76511-2
- (EN)  The National Army Museum book of the Zulu war, Pan Books, 2003, ISBN 0-330-48629-2
- (EN)  Boer Commando 1876 - 1902, Osprey publishing, 2004
- (EN)  British fortifications in Zululand, 1879, Osprey publishing, 2005
- (EN)  Brave Men's Blood - the Anglo-Zulu war of 1879, Pen & Sword Military Classics, 2005, ISBN 978-1844152124
- (EN)  Companion to the Anglo-Zulu War, Pen & Sword Military Classics, 2008
- (EN)  Maori Fortifications, Bloomsbury USA, 2009
- (EN)  Zulu Rising, Pan, 2011
- (EN)  The New Zealand Wars 1820–72, Bloomsbury Publishing, 2013 ISBN 978-1780962795
- (EN)  Boer Guerrilla vs British Mounted Soldiers: South Africa 1880-1902, Osprey publishing, 2017

## Premi e riconoscimenti
- Premio del Royal United Services Institute per la migliore storia militare nel 2003[4]

## Riferimenti nella letteratura
- Adrian Greaves, The Tribe That Washed Its Spears: The Zulus at War, Pen & Sword Military, 2013
- Desmond Bowen, Heroic Option: The Irish in the British Army, Pen & Sword Military, 2005
- John Laband, Kingdom in Crisis: The Zulu Response to the British Invasion of 1879, Manchester University Press, 1992
- John Laband, Historical Dictionary of the Zulu Wars, The Scarecrow press, 2009